# Ocyceros
Ocyceros je rod menších zoborožců, jehož zástupci obývají Indický subkontinent včetně Šrí Lanky. Rod vytyčil britský přírodovědec Allan Octavian Hume v roce 1873. Vědecký název rodu Ocyceros pochází z řeckého oxukerōs, v překladu něco jako „se špičatými rohy“. Do rodu Ocyceros se řadí 3 druhy zoborožců s následujícím rozšířením:
| Obrázek | Vědecké jméno        | Běžné jméno          | Areál rozšíření                            |
| ------- | -------------------- | -------------------- | ------------------------------------------ |
|         | Ocyceros griseus     | Zoborožec indický    | Západní Ghát a přilehlá pohoří jižní Indie |
|         | Ocyceros gingalensis | Zoborožec srílanský  | Šrí Lanka                                  |
|         | Ocyceros birostris   | Zoborožec klínoocasý | Indie                                      |